# Clerodendrum andamanense
Clerodendrum andamanense là một loài thực vật có hoa trong họ Hoa môi. Loài này được (Moldenke) A.Rajendran & P.Daniel mô tả khoa học đầu tiên năm 1996 publ. 2001.